# Том Юстес Баррідж
Том Юстес Баррідж (англ. Tom Eustace Burridge, нар. 30 квітня 1881 — пом.  імовірно  1 червня 1959) — англійський футболіст, чемпіон  літніх олімпійських ігор 1900.
На Іграх 1900 р. в Парижі Баррідж входив до складу британської футбольної команди. Його збірна виграла в єдиному матчі у Франції з рахунком 4:0 і посіла перше місце, вигравши золоті медалі.

## Титули і досягнення
- Олімпійський чемпіон: 1900